# Monschau-Marathon

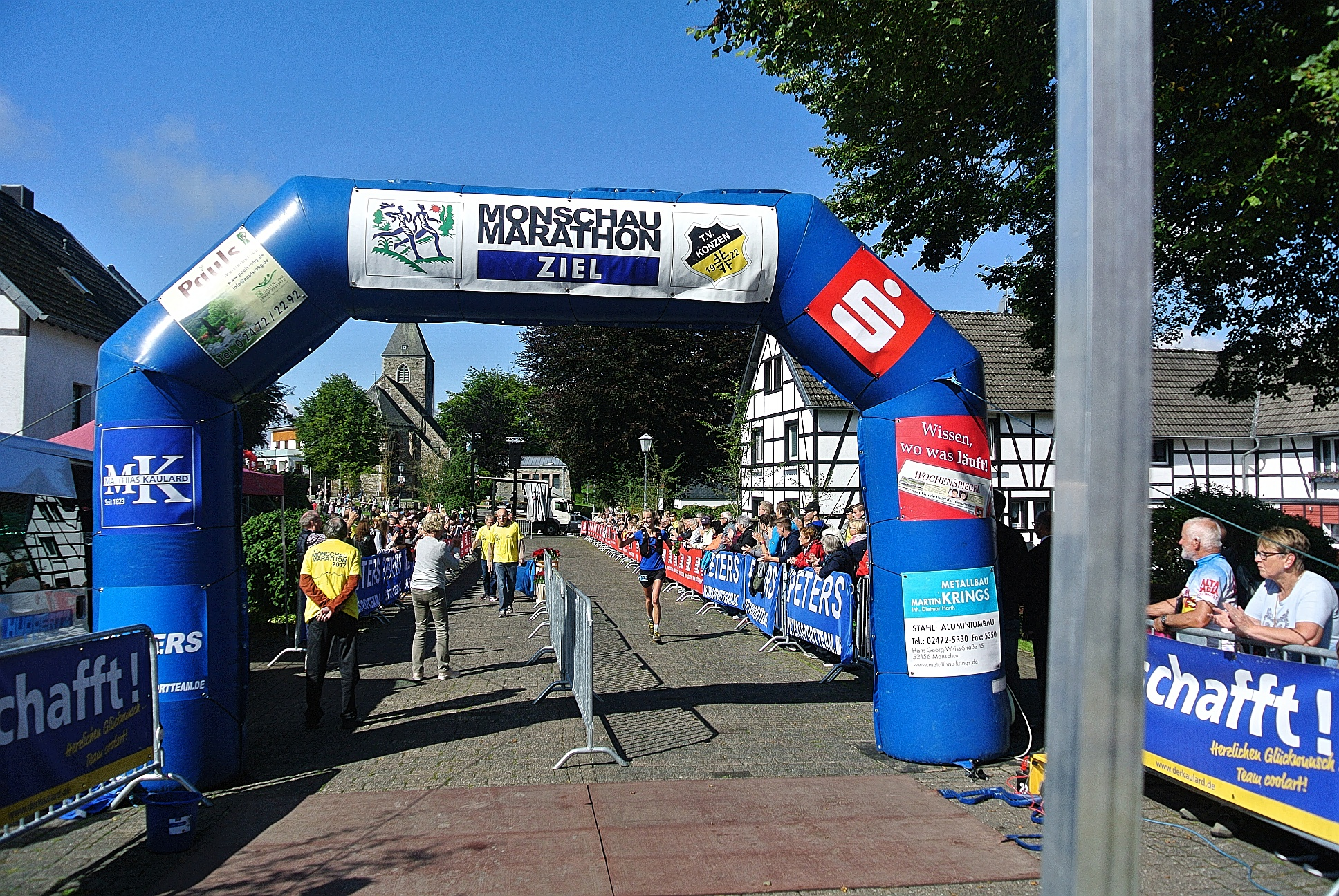
Monschau Marathon 2017

Der Monschau-Marathon ist ein Marathonlauf, der seit 1977 jährlich am zweiten Sonntag im August im Umland der Stadt Monschau, gelegen in der Nordeifel nahe der belgischen Grenze, stattfindet. Ausrichter des Laufs ist der TV Konzen 1922 e. V.
Am ersten Marathonlauf nahmen 161 Sportler teil. Die Finisherzahlen stiegen über ca. 500 Läufer (Anfang der 1990er Jahre) bis auf 1636 Marathonläufer und -walker (2001). Zum 40. Jubiläums Marathon im Jahr 2016 erreichten 500 Marathonläufer und 247 Ultraläufer das Ziel.
Die Route wechselte mehrmals und ist erst seit 1989 unverändert. Sie besucht neben Konzen, wo sich Start und Ziel befinden, auch die Altstadt von Monschau und die Orte Widdau, Kalterherberg und Mützenich. Sie führt zu einem großen Teil über Forstwege, den restlichen Weg legen die Läufer auf Asphalt und kurze Passagen auf Pfaden zurück. Die zu überwindende Höhendifferenz beträgt 760 m.
Samstags haben Radfahrer die Möglichkeit, die Strecke unter Führung zu befahren. Das Rennen für Läufer und Walker findet stets sonntags statt. Außerdem wird an diesem Tag für Nordic Walker eine geführte Tour in der Umgebung angeboten. Eine Nudelparty am Abend vor dem Rennen findet ebenfalls statt.

## Ultra-Marathonläufe
2006 wurde der Marathonlauf um einen Staffellauf mit drei Wechselpunkten (Widdau km 10, Brather Hof km 21 und Kalterherberg km 30) ergänzt und seit 2012 ist der Ultralauf mit 56 km Teil der Veranstaltung. Der Ultralauf beginnt etwa zwei Stunden vor dem Marathon und führt über eine 14 km lange Strecke durch das Hohe Venn um dann auf die Marathonstrecke zu führen. Seit 2017 ist der Monschau-Ultra einer von sieben Wertungsläufen im Europacup der Ultramarathons.
Darüber hinaus wurde anlässlich des 100-jährigen Bestehens des TV Konzen im Jahr 2022 der 1. Monschau-Ultra-Lauf über 70 Kilometer und 1100 HM zusätzlich ins Leben gerufen und seitdem jährlich ausgetragen.

## Statistik

### Marathon
| Datum         | Zeit    | Sieger                            | Zeit    | Siegerin            |
| ------------- | ------- | --------------------------------- | ------- | ------------------- |
| 10. Juli 1977 | 2:38:48 | Heinz Jungbauer                   | 3:26:37 | Gertrud Lorenz      |
| 30. Juli 1978 | 2:41:56 | Larry Reyes                       | 3:50:02 | Gertrud Lorenz -2-  |
| 19. Aug. 1979 | 2:52:16 | Karl-Heinz Pauels                 | 3:40:14 | Elke Kichberg       |
| 10. Aug. 1980 | 2:39:08 | Heinz Jungbauer -2- & Roger Juykx | 3:11:39 | Jeanny Raach        |
| 19. Juli 1981 | 2:35:44 | Jürgen Hüsemann                   | 3:15:17 | Jeanny Raach -2-    |
| 1. Aug. 1982  | 2:37:39 | Peter Hermanns                    | 3:30:31 | Gisela Klein        |
| 14. Aug. 1983 | 2:41:07 | Joseph Lejeune                    | 3:16:20 | Elke Otermann       |
| 5. Aug. 1984  | 2:44:12 | Michael Kruse                     | 3:25:24 | Gertrud Och         |
| 11. Aug. 1985 | 2:34:11 | Thomas Elkenhans                  | 3:23:55 | Helga Weinbrenner   |
| 10. Aug. 1986 | 2:34:27 | Thomas Elkenhans -2-              | 3:17:37 | Uta Kuesters        |
| 9. Aug. 1987  | 2:38:27 | Jürgen Hüsemann -2-               | 3:05:57 | Angelika Dunke      |
| 14. Aug. 1988 | 2:37:07 | Jürgen Hüsemann -3-               | 3:21:42 | Birgit Halking      |
| 13. Aug. 1989 | 2:34:09 | Ralph Bosten                      | 3:10:20 | Birgit Kieven       |
| 12. Aug. 1990 | 2:33:12 | Michael Reuel                     | 3:14:02 | Uta Peiler          |
| 11. Aug. 1991 | 2:38:17 | Ralph Bosten -2-                  | 3:02:46 | Angelika Dunke -2-  |
| 9. Aug. 1992  | 2:38:24 | Volker Isigkeit                   | 3:20:00 | Gabi Reiners        |
| 8. Aug. 1993  | 2:40:57 | Ulrich Amborn                     | 3:01:03 | Birgit Lennartz     |
| 14. Aug. 1994 | 2:39:49 | Ralph Bosten -3-                  | 3:10:42 | Anni Loenstad       |
| 13. Aug. 1995 | 2:41:10 | Arne Heuser                       | 2:59:10 | Birgit Lennartz -2- |
| 11. Aug. 1996 | 2:36:09 | Ralph Bosten -4-                  | 3:11:17 | Birgit Lennartz -3- |
| 10. Aug. 1997 | 2:42:44 | Jörg Achten                       | 3:07:39 | Anne Bierth         |
| 9. Aug. 1998  | 2:42:42 | Winfried Spanaus                  | 2:56:15 | Rita Ehmann         |
| 8. Aug. 1999  | 2:39:18 | Shane Downes                      | 3:02:42 | Birgit Lennartz -4- |
| 13. Aug. 2000 | 2:44:19 | Ralf Klesius                      | 3:15:46 | Birgit Kieven -2-   |
| 12. Aug. 2001 | 2:44:40 | Helmut Peters                     | 3:17:44 | Birgit Lennartz -5- |
| 11. Aug. 2002 | 2:41:32 | Oliver Pierron                    | 3:20:32 | Antje Möller        |
| 10. Aug. 2003 | 2:34:29 | Oliver Pierron -2-                | 3:06:33 | Nele Wild-Wall      |
| 8. Aug. 2004  | 2:40:24 | Oliver Pierron -3-                | 3:19:28 | Inez Jacquemart     |
| 14. Aug. 2005 | 2:42:19 | Jörg Achten -2-                   | 3:10:43 | Inge van Bergen     |
| 13. Aug. 2006 | 2:40:08 | André Collet                      | 3:15:23 | Francoise Lecoq     |
| 12. Aug. 2007 | 2:37:23 | André Collet -2-                  | 3:18:29 | Monica Berchetti    |
| 10. Aug. 2008 | 2:35:45 | André Collet -3-                  | 3:12:02 | Birgit Lennartz -6- |
| 8. Aug. 2009  | 2:38:22 | André Collet -4-                  | 3:22:23 | Inge van Bergen -2- |
| 8. Aug. 2010  | 2:43:55 | André Collet -5-                  | 3:10:27 | Antje Möller -2-    |
| 14. Aug. 2011 | 2:43:05 | André Collet -6-                  | 3:26:48 | Ines van Rinsum     |
| 12. Aug. 2012 | 2:38:57 | Markus Werker                     | 3:23:49 | Christina Ortmanns  |
| 11. Aug. 2013 | 2:36:55 | Markus Werker -2-                 | 3:32:55 | Anette Frings       |
| 10. Aug. 2014 | 2:39:09 | André Collet -7-                  | 3:15:10 | Svitlana Smitiukh   |
| 9. Aug. 2015  | 2:40:07 | Christian Niessen                 | 3:17:33 | Martina Görlich     |
| 14. Aug. 2016 | 2:40:13 | Markus Werker -3-                 | 3:08:24 | Eva Offermann       |
| 13. Aug. 2017 | 2:43:09 | André Collet -8-                  | 3:28:49 | Hendrike Hatzmann   |
| 12. Aug. 2018 | 2:39:48 | Roger Königs                      | 3:18:18 | Tanja Schmitt       |
| 11. Aug. 2019 | 2:53:04 | Markus Mey                        | 3:07:15 | Tanja Schmitt -2-   |
| 14. Aug. 2022 | 2:51:39 | André Collet -9-                  | 3:36:16 | Hendrike Hatzmann   |
| 13. Aug. 2023 | 2:50:43 | Markus Mey -2-                    | 3:02:50 | Margit Klockner     |
| 11. Aug. 2024 | 2:48:31 | Marian Bunte                      | 3:23:33 | Franziska Schneider |
| 10. Aug. 2025 | 2:42:37 | Fabian Rahn                       | 2:59:51 | Joanna Tallmann     |

### Ultra-Marathon 56 km
| Datum         | Zeit    | Sieger             | Zeit    | Siegerin                 |
| ------------- | ------- | ------------------ | ------- | ------------------------ |
| 12. Aug. 2012 | 3:40:36 | André Collet       | 4:43:30 | Marion Braun             |
| 11. Aug. 2013 | 3:57:12 | Ralf Preibisch     | 4:53:21 | Lydia Doornbos           |
| 10. Aug. 2014 | 3:54:34 | Markus Mey         | 4:36:43 | Mieke Dupont             |
| 9. Aug. 2015  | 3:46:40 | Andreas Probst     | 4:47:40 | Mara Lückert             |
| 14. Aug. 2016 | 3:40:14 | Andreas Probst -2- | 4:49:45 | Sandra Fätsch            |
| 13. Aug. 2017 | 3:39:44 | Kay-Uwe Müller     | 4:22:59 | Leonie Ton               |
| 12. Aug. 2018 | 3:46:52 | André Collet -2-   | 4:32:31 | Sylwia Zakrzewski-Heiter |
| 11. Aug. 2019 | 3:42:35 | André Collet -3-   | 4:51:42 | Hendrike Hatzmann        |
| 14. Aug. 2022 | 4:16:04 | Thomas Rubel       | 5:07:19 | Carina Jochum            |
| 13. Aug. 2023 | 3:42:14 | Raoul Jankowski    | 4:33:12 | Rebecca Bein             |
| 11. Aug. 2024 | 4:27:49 | Thomas Rubel -2-   | 4:18:57 | Joanna Tallmann          |
| 10. Aug. 2025 | 4:26:24 | Thomas Rubel -3-   | 5:02:00 | Kristina Schaaff         |

### Ultra-Marathon 70 km
| Datum         | Zeit    | Sieger          | Zeit    | Siegerin            |
| ------------- | ------- | --------------- | ------- | ------------------- |
| 14. Aug. 2022 | 6:04:20 | Andreas Imgrund | 5:52:43 | Mirthe Nieuwstraten |
| 13. Aug. 2022 | 5:42:55 | Thomas Rubel    | 5:48:06 | Joanna Tallmann     |
| 11. Aug. 2024 | 5:27:31 | Dominik Welzel  | 6:13:29 | Mascha Rondhuis     |
| 10. Aug. 2025 | 5:09:50 | Dominik Welzel  | 5:54:01 | Mascha Rondhuis     |